# Црква Свете Еуфемије
Црква Св. Еуфемије, позната и као Света Фума, најпознатији је ровињски споменик.
На мјесту данашње цркве некада се налазила мала црквица Св. Јурја, на чијем се мјесту у 10. вијеку почела градити нова, већа црква. Како је нова тробродна црква с временом захтијевала све више поправака, Ровињани су се одлучили на градњу још веће цркве. Црква је реконструисана између 1725. и 1736. године, у барокном венецијанском стилу, по пројекту венецијанског архитекте Ђованија Скалфарота (итал. Giovanni Scalfarotto), чији пројекат није у потпуности задовољио грађане па га је допунио Ђовани Доци (итал. Giovanni Dozzi). Унутар цркве налази се саркофаг хришћанске мученице Св. Еуфемије, који је у град допремљен 800. године. Сама црква дуга је 51 метар, а широка 30 метара, док висина средње лађе износи 17 метара.
Уз цркву се налази и звоник, чија је изградња започела 1651. године, а трајала је 26 година. На врху звоника високог 62 метра (највиши у Истри) налази се бакарна статуа Св. Еуфемије постављен 1758. године, на мјесто ранијег дрвеног кипа којега је 1756. године уништио удар грома. Данашњи кип је висок 4,70 метара.